# Chris Jenkins (ingénieur du son)
Pour les articles homonymes, voir Chris Jenkins et Jenkins.
Chris Jenkins est un ingénieur du son américain.

## Biographie
Il entre en 1976 chez Todd-AO et il y restera 25 ans. Depuis 2000 il est vice-président de NBCUniversal.

## Filmographie (sélection)
- 1979 : 1941 de Steven Spielberg
- 1980 : La Porte du paradis (Heaven's Gate) de Michael Cimino
- 1981 : La Fièvre au corps (Body Heat) de Lawrence Kasdan
- 1982 : Creepshow de George Andrew Romero
- 1984 : La Fille en rouge (The Woman in Red) de Gene Wilder
- 1984 : Le Meilleur (The Natural) de Barry Levinson
- 1984 : Contre toute attente (Against All Odds) de Taylor Hackford
- 1985 : Out of Africa de Sydney Pollack
- 1985 : Le Jour des morts-vivants (Day of the Dead) de George Andrew Romero
- 1986 : Under the Cherry Moon de Prince
- 1988 : Big de Penny Marshall
- 1989 : Susie et les Baker Boys (The Fabulous Baker Boys) de Steven Kloves
- 1989 : Star Trek 5 : L'Ultime Frontière (Star Trek V: The Final Frontier) de William Shatner
- 1990 : Young Guns 2 de Geoff Murphy
- 1990 : RoboCop 2 d'Irvin Kershner
- 1990 : Dick Tracy de Warren Beatty
- 1991 : Doc Hollywood de Michael Caton-Jones
- 1992 : Le Temps d'un week-end (Scent of a Woman) de Martin Brest
- 1992 : Le Dernier des Mohicans (The Last of the Mohicans) de Michael Mann
- 1992 : Une équipe hors du commun (A League of Their Own) de Penny Marshall
- 1993 : L'Affaire Karen McCoy (The Real McCoy) de Russell Mulcahy
- 1993 : La Firme (The Firm) de Sydney Pollack
- 1994 : Star Trek : Générations (Star Trek: Generations) de David Carson
- 1994 : Le Client (The Client) de Joel Schumacher
- 1994 : Opération Shakespeare (Renaissance Man) de Penny Marshall
- 1995 : Heat de Michael Mann
- 1995 : Sabrina de Sydney Pollack
- 1995 : Rob Roy de Michael Caton-Jones
- 1996 : Mission impossible (Mission: Impossible) de Brian De Palma
- 1997 : Le Chacal (The Jackal) de Michael Caton-Jones
- 1997 : Le Cinquième Élément de Luc Besson
- 1997 : Le Pic de Dante (Dante's Peak) de Roger Donaldson
- 1998 : Rencontre avec Joe Black (Meet Joe Black) de Martin Brest
- 1998 : 6 jours, 7 nuits (Six Days Seven Nights) d'Ivan Reitman
- 1999 : L'Ombre d'un soupçon (Random Hearts) de Sydney Pollack
- 1999 : En direct sur Ed TV (EDtv) de Ron Howard
- 1999 : 8 millimètres (Eight Millimeter) de Joel Schumacher
- 2000 : Le Grinch (Dr. Seuss' How the Grinch Stole Christmas!) de Ron Howard
- 2000 : Shaft de John Singleton
- 2001 : Un homme d'exception (A Beautiful Mind) de Ron Howard
- 2002 : Star Trek : Nemesis de Stuart Baird
- 2003 : Braquage à l'italienne (The Italian Job) de F. Gary Gray
- 2004 : Les Chroniques de Riddick (The Chronicles of Riddick) de David Twohy
- 2006 : 300 de Zack Snyder
- 2007 : Resident Evil: Extinction de Russell Mulcahy
- 2008 : Frost / Nixon, l'heure de vérité (Frost/Nixon) de Ron Howard
- 2008 : Wanted : Choisis ton destin (Wanted) de Timur Bekmambetov
- 2009 : Watchmen : Les Gardiens de Zack Snyder
- 2013 : Man of Steel de Zack Snyder
- 2015 : Mad Max: Fury Road de George Miller

## Distinctions

### Récompenses
- Oscar du meilleur mixage de son
  - en 1986 pour Out of Africa
  - en 1993 pour Le Dernier des Mohicans
  - en 2016 pour Mad Max: Fury Road
- British Academy Film Award du meilleur son
  - en 1987 pour Out of Africa
  - en 1991 pour Susie et les Baker Boys
- AACTA Award du meilleur son en 2015 pour Mad Max: Fury Road

### Nominations
- Oscar du meilleur mixage de son
  - en 1991 pour Dick Tracy
  - en 2009 pour Wanted : Choisis ton destin
- British Academy Film Award du meilleur son
  - en 1987 pour Out of Africa
  - en 1991 pour Dick Tracy
  - en 1993 pour Le Dernier des Mohicans